# Brucyna
Brucyna – alkaloid indolowy występujący w nasionach kulczyby, pochodna strychniny. Substancja krystaliczna, o temperaturze topnienia 178 °C. Jest rozpuszczalna w rozpuszczalnikach organicznych.
Wykazuje silnie toksyczne działanie na organizm. Działa 50-krotnie słabiej niż strychnina. Ze względu na bardzo gorzki smak stosowana jest obecnie jako wskaźnik goryczy.